# Jerndżatap
Jerndżatap – wieś w Armenii, w prowincji Aragacotn. W 2011 roku liczyła 611 mieszkańców.